# Kore wa Zombie Desu ka?
Kore wa Zombie Desu ka? (これはゾンビですか?) có thể gọi tắt thành Korezon (これゾン) là loạt light novel do Shinichi Kimura thực hiện với sự minh họa của Kobuichi và Muririn. Loạt tiểu thuyết đã phát hành thẳng thành các tập với nhãn nhà xuất bản Fujimi Fantasia Bunko của Fujimi Shobo từ ngày 20 tháng 1 năm 2009 đến ngày 20 tháng 6 năm 2015.
Loạt tiểu thuyết đã được chuyển thể thành các loại hình truyền thông khác nhau. Sacchi đã thực hiện chuyển thể manga và đăng trên tạp chí Monthly Dragon Age của Fujimi Shobo. Studio Deen đã thực hiện hai chuyển thể anime của tiểu thuyết cùng các OVA khi phát hành phiên bản DVD. Bộ anime đầu tiên đã phát sóng từ ngày 11 tháng 1 đến ngày 30 tháng 3 năm 2011, bộ anime thứ hai có tựa Kore wa Zombie Desu ka? of the Dead đã phát sóng từ ngày 05 tháng 4 đến ngày 07 tháng 6 năm 2012.

## Sơ lược cốt truyện
Cốt truyện xoay quanh Aikawa Ayumu, một người bị giết trong một vụ án giết người hàng loạt và được triệu hồi về bởi một người gọi hồn hùng mạnh và trở thành zombie. Anh cố gắng hết mình để có một cuộc sống bình thường nhưng khi gặp một cô gái là một masou shoujo thì anh lại vô tình lấy hết sức mạnh của cô và trở thành masou shoujo và anh phải chống lại các yêu quái gọi là Megalo thay cho cô, với năng lực mới và sức mạnh vốn không bị giới hạn của zombie anh đã cùng những người bạn của mình chiến đấu cũng như tìm hiểu nguyên nhân cái nhân cái chết của mình để tìm ra thủ phạm.

## Truyền thông

### Light novel
Loạt light novel do Kimura Shinichi thực hiện với sự minh họa của Kobuichi và Muririn đã phát hành thẳng thành các tập với nhãn nhà xuất bản Fujimi Fantasia Bunko của Fujimi Shobo từ ngày 20 tháng 1 năm 2009 đến ngày 20 tháng 6 năm 2015. Tổng cộng đã có 19 tập được phát hành.

### Drama CD
Marine ENTERTAINMENT đã thực hiện chuyển thể drama CD và phát hành một bộ 4 đĩa vào ngày 30 tháng 12 năm 2009. Các diễn viên tham gia lồng tiếng trong bộ đĩa này khác với các diễn viên lồng tiếng cho chuyển thể anime sau đó. Drama CD đã được phát hành với hai phiên bản giới hạn và bình thường, cả hai phiên bản đều có một áp phích khổ B-2 đính kèm, phiên bản giới hạn thì đính kèm thêm một cuốn sách nhỏ được viết bởi Kimura Shinichi và các tấm thẻ điện thoại được vẽ bởi Kobuichi và Muririn.
Victor Entertainment đã phát hành ba đĩa drama CD cho bộ anime thứ nhất. Đĩa đầu tiên là tổng hợp các cuộc phỏng vấn trả lời thư của người xem với các nhân vật trong bộ anime, phát hành vào ngày 09 tháng 2 năm 2011. Hai đĩa còn lại tổng hợp các chương trình radio internet vốn được phát sóng song song với bộ anime, phát hành vào ngày 09 tháng 3 và 13 tháng 4 năm 2011.
Victor Entertainment cũng đã phát hành một đĩa drama CD cho bộ anime thứ hai vào ngày 04 tháng 7 năm 2012.

### Manga
Sacchi đã thực hiện chuyển thể manga và đăng trên tạp chí Monthly Dragon Age của Fujimi Shobo từ ngày 09 tháng 1 năm 2010 đến ngày 09 tháng 11 năm 2013. Fujimi Shobo sau đó đã tập hợp các chương lại và phát hành thành 8 tankōbon. Yen Press đã đăng ký bản quyền phiên bản tiếng Anh của loạt manga để tiến hành phát hành tại thị trường Bắc Mỹ và Kadokawa Media cũng tiến hành phát hành tại Đài Loan.
Một loạt manga chuyển thể khác có tựa Kore wa Zombie Desu ka? Hai, Anata no Yome desu (これはゾンビですか? はい、アナタの嫁です) được thực hiện bởi Hasemi Ryō cũng đăng trên tạp chí Monthly Dragon Age và đã phát hành thành 5 tập tính đến ngày 25 tháng 5 năm 2013.
Loạt manga có tựa Kore wa Zombie Desu ka? Hai, Yonkoma Fūmi Desu (これはゾンビですか? はい、4コマ風味です) theo phong cách 4 hình đã được thực hiện bởi Mūpa. Cũng như Matsubayashi Satoru đã thực hiện loạt manga có tựa Kore wa Zombie Desu ka? Īe, Tteka kore dare!? (これはゾンビですか? いいえ、ってかコレ誰!?). Mỗi loạt đều đã được phát hành thành 1 tập.

### Anime
Studio Deen đã thực hiện chuyển thể anime của loạt tiểu thuyết với bộ đầu từ ngày 11 tháng 1 đến ngày 30 tháng 3 năm 2011 với 12 tập. Một tập OVA cũng được thực hiện khi phát hành phiên bản DVD/BD của bộ anime, đính kèm với phiên bản đặc biệt tập 8 của loạt light novel. Funimation Entertainment đã đăng ký bản quyền phiên bản tiếng Anh của bộ anime này để phát hành tại Bắc Mỹ, Madman Entertainment đăng ký tại Úc và New Zealand còn Proware Multimedia International đăng ký tại Đài Loan.
Một tập OVA khác đã được phát hành ngày 25 tháng 4 năm 2012 để đính kèm với phiên bản đặc biệt tập 10 của loạt light novel. Tập này được xem như tập 0 của bộ anime thứ hai.
Bộ anime mùa thứ hai có tựa Kore wa Zombie Desu ka? Jigokuhen (これはゾンビですか? オブザデッド) cũng đã được Studio Deen thực hiện và phát sóng từ ngày 05 tháng 4 đến ngày 07 tháng 6 năm 2012 với 10 tập. Một tập OVA cũng được thực hiện khi phát hành phiên bản DVD/BD của bộ anime đính kèm với phiên bản đặc biệt tập 6 của loạt manga. FUNimation Entertainment đã đăng ký bản quyền phiên bản tiếng Anh của bộ anime để phát hành tại thị trường Bắc Mỹ.

### Internet radio
Một chương trình phát thanh trên mạng có tên Kore wa ○▼× desu ka? Hai, Radio desu (これは○▼×ですか? はい、ラジオです) đã được thực hiện và phát sóng trên mạng từ ngày 24 tháng 12 năm 2010 đến ngày 20 tháng 4 năm 2011 với 11 chương trình. Người dẫn chương trình là hai nhân vật Haruna và Hiramatsu Taeko.

### Âm nhạc
Bộ anime đầu có hai bài hát chủ đề, một mở đầu và một kết thúc. Bài hát mở đầu là bài Ma・Ka・Se・Te Tonight (魔・カ・セ・テ Tonight) được trình bày bởi Nomizu Iori. Bài hát kết thúc là bài Kizuite Zombie-sama, Watashi wa Classmate Desu (気づいてゾンビさま、私はクラスメイトです) được trình bày bởi Yamaguchi Rie và manzo. Hai đĩa đơn chứa hai bài hát này đã phát hành vào ngày 09 tháng 2 năm 2011. Album chứa các bản nhạc dùng trong bộ anime đã phát hành vào ngày 09 tháng 3 năm 2011. Một album khác chứa các bản nhạc dùng trong bộ anime cùng các bài hát do các nhân vật trình bày đã phát hành vào ngày 20 tháng 4 năm 2011.
| Ma・ka・se・te Tonight (魔・カ・セ・テ Tonight) | Ma・ka・se・te Tonight (魔・カ・セ・テ Tonight)                                 | Ma・ka・se・te Tonight (魔・カ・セ・テ Tonight) |
| STT                                             | Nhan đề                                                                         | Thời lượng                                      |
| ----------------------------------------------- | ------------------------------------------------------------------------------- | ----------------------------------------------- |
| 1.                                              | "Ma・ka・se・te Tonight (魔・カ・セ・テ Tonight)"                               | 4:12                                            |
| 2.                                              | "Terumo Merumo (テルモメルモ)"                                                  | 3:48                                            |
| 3.                                              | "Ma・ka・se・te Tonight (without Iori) (魔・カ・セ・テ Tonight (without Iori))" | 4:13                                            |
| 4.                                              | "Terumo Merumo (without Iori) (テルモメルモ (without Iori))"                    | 3:47                                            |
| Tổng thời lượng:                                | Tổng thời lượng:                                                                | 16:00                                           |

| Kidzuite Zombie-sama, Watashi wa Classmate desu (気づいてゾンビさま、私はクラスメイトです) | Kidzuite Zombie-sama, Watashi wa Classmate desu (気づいてゾンビさま、私はクラスメイトです)                                   | Kidzuite Zombie-sama, Watashi wa Classmate desu (気づいてゾンビさま、私はクラスメイトです) |
| STT                                                                                        | Nhan đề | Thời lượng                                                                                 |
| ------------------------------------------------------------------------------------------ | --- | ------------------------------------------------------------------------------------------ |
| 1.                                                                                         | "Kidzuite Zombie-sama, Watashi wa Classmate desu (気づいてゾンビさま、私はクラスメイトです)"                                 | 4:37                                                                                       |
| 2.                                                                                         | "Kimi ga Kureta Ame (君がくれた飴)"                                                                                          | 4:51                                                                                       |
| 3.                                                                                         | "Sotsugyou (卒業)" | 4:29                                                                                       |
| 4.                                                                                         | "Kidzuite Zombie-sama, Watashi wa Classmate desu ~ without vocal (気づいてゾンビさま、私はクラスメイトです ~ without vocal)" | 4:36                                                                                       |
| 5.                                                                                         | "Kimi ga Kureta Ame ~ without vocal (君がくれた飴 ~ without vocal)"                                                          | 4:51                                                                                       |
| 6.                                                                                         | "Sotsugyou ~ without vocal (卒業 ~ without vocal)"                                                                           | 4:28                                                                                       |
| Tổng thời lượng:                                                                           | Tổng thời lượng: | 27:52                                                                                      |

| TV Animation "Kore wa Zombie Desu ka?" Original Soundtrack [Meccha Santra] (テレビアニメーション「これはゾンビですか?」 オリジナルサウンドトラック『めっちゃサントラ』) | TV Animation "Kore wa Zombie Desu ka?" Original Soundtrack [Meccha Santra] (テレビアニメーション「これはゾンビですか?」 オリジナルサウンドトラック『めっちゃサントラ』) | TV Animation "Kore wa Zombie Desu ka?" Original Soundtrack [Meccha Santra] (テレビアニメーション「これはゾンビですか?」 オリジナルサウンドトラック『めっちゃサントラ』) |
| STT | Nhan đề | Thời lượng |
| --- | --- | --- |
| 1. | "Kumorinochi Hare (曇りのち晴れ)" | 1:11 |
| 2. | "Tenki Yohou Nante Ate ni Naranai (天気予報なんて当てにならない)" | 1:03 |
| 3. | "Ore, Zombiessu! (俺、ゾンビっす!)" | 1:14 |
| 4. | "Tadaima (ただいま)" | 0:54 |
| 5. | "Mayonaka no Bochi (真夜中の墓地)" | 0:50 |
| 6. | "Sore! Kick jane~! (それ!キックじゃね~!)" | 1:04 |
| 7. | "Gohan Mada~? (ご飯まだ~?)" | 0:52 |
| 8. | "Ocha no Ma to Senpuuki (お茶の間と扇風機)" | 2:12 |
| 9. | "Shusseki Bangou 634526379 (出席番号六億三千四百五十二万六千三百七十九)"                                                                                                | 0:47 |
| 10. | "Omae ga Hoshii! (お前が欲しい!)" | 1:10 |
| 11. | "100%" | 1:38 |
| 12. | "Meccha Masou Henshin (めっちゃ魔装変身)" | 1:17 |
| 13. | "Baatto Yatte Gii da! (バーッとやってギーだ!)" | 1:01 |
| 14. | "120%" | 0:58 |
| 15. | "Nomobuyo, Oshi, Hashitawa, Dogeda, Gunmicha, De, Ribura! (ノモブヨ、ヲシ、ハシタワ、ドゲダ、グンミーチャ、デー、リブラ!)"                                              | 1:33 |
| 16. | "ZOMBIE Eyecatch A (ZOMBIE アイキャッチA)" | 0:05 |
| 17. | "Sangeki no Kioku (惨劇の記憶)" | 2:07 |
| 18. | "Nanda Kono Umasa wa~ (なんだこの美味さは~)" | 1:04 |
| 19. | "Matamata, Tadaima~ (またまた、ただいま~)" | 1:08 |
| 20. | "Kizu (傷)" | 2:03 |
| 21. | "Cello ga Ii Oto daze! (チェロがいい音だぜ!)" | 1:10 |
| 22. | "Hiken! Tsubamegaeshi (秘剣!燕返し)" | 1:15 |
| 23. | "Nukiashi, Sashiashi (抜き足、差し足)" | 1:04 |
| 24. | "ZOMBIE Eyecatch B (ZOMBIE アイキャッチB)" | 0:05 |
| 25. | "Kono Kusomushi ga! (この糞虫が!)" | 1:06 |
| 26. | "UFO wo Shinjimasuka? (UFOを信じますか?)" | 1:59 |
| 27. | "Necromancer (ネクロマンサー)" | 1:09 |
| 28. | "Sangeki no Kiroku (惨劇の記録)" | 1:06 |
| 29. | "Mousou (妄想)" | 0:58 |
| 30. | "Boukyaku (忘却)" | 1:54 |
| 31. | "Oniichan, Ofuro ni Suru? (お兄ちゃん、お風呂にする?)" | 0:56 |
| 32. | "Ohayou! Oniichan!! (おはよう!お兄ちゃん!!)" | 0:55 |
| 33. | "Ii Koto aru kana? Yappa Dame ka? (良いことあるかな?やっぱダメか?)" | 1:03 |
| 34. | "Zombie Waltz (ゾンビワルツ)" | 1:06 |
| 35. | "Shoubu da! (勝負だ!)" | 1:08 |
| 36. | "Shoubu Yameta (>_<) (勝負止めた(>_<))" | 1:08 |
| 37. | "Yuugure no Kaze (夕暮れの風)" | 1:09 |
| 38. | "Ashita mo Asobou!! (明日も遊ぼう!!)" | 2:13 |
| 39. | "Mata Raishuu! (また来週!)" | 0:15 |
| 40. | "Ma・ka・se・te Tonight ~TV SIZE EDIT (魔・カ・セ・テ Tonight ~TV SIZE EDIT)"                                                                                           | 1:30 |
| 41. | "Kidzuite Zombie-sama, Watashi wa Classmate desu ~TV SIZE EDIT (気づいてゾンビさま、私はクラスメイトです ~TV SIZE EDIT)"                                                | 1:34 |
| Tổng thời lượng: | Tổng thời lượng: | 48:54 |

| TV Animation "Kore wa Zombie Desu ka?" Meccha Sounyuuka & Meccha Santra Bangai-hen [nanda santra 2-Mai ni Waketa Dake Janai no? Hai, Sono Touridesu!] (テレビアニメーション「これはゾンビですか?」めっちゃ挿入歌&めっちゃサントラ番外編『なんだサントラ2枚に別けただけじゃないの? はい、そのとおりです!』) | TV Animation "Kore wa Zombie Desu ka?" Meccha Sounyuuka & Meccha Santra Bangai-hen [nanda santra 2-Mai ni Waketa Dake Janai no? Hai, Sono Touridesu!] (テレビアニメーション「これはゾンビですか?」めっちゃ挿入歌&めっちゃサントラ番外編『なんだサントラ2枚に別けただけじゃないの? はい、そのとおりです!』) | TV Animation "Kore wa Zombie Desu ka?" Meccha Sounyuuka & Meccha Santra Bangai-hen [nanda santra 2-Mai ni Waketa Dake Janai no? Hai, Sono Touridesu!] (テレビアニメーション「これはゾンビですか?」めっちゃ挿入歌&めっちゃサントラ番外編『なんだサントラ2枚に別けただけじゃないの? はい、そのとおりです!』) |
| STT | Nhan đề | Thời lượng |
| --- | --- | --- |
| 1. | "Sorya Masou desho! Rock'n Roll (そりゃ魔装でしょ!Rock'nRoll)" | 3:41 |
| 2. | "Kyuuketsu Venus (吸血ヴィーナス)" | 3:40 |
| 3. | "Kirakira Diamond (キラキラダイアモンド)" | 4:24 |
| 4. | "Sugao (素顔)" | 3:41 |
| 5. | "4-wa Special BGM (4話スペシャルBGM)" | 7:45 |
| 6. | "9-wa Special BGM (9話スペシャルBGM)" | 3:01 |
| 7. | "11-wa Special BGM Zenpen (11話スペシャルBGM 前編)" | 5:14 |
| 8. | "11-wa Special BGM Kouhen (11話スペシャルBGM 後編)" | 3:14 |
| 9. | "Zombie-teki na Gekiban janai ka! (ゾンビ的な劇伴じゃないか!)" | 1:07 |
| 10. | "Namida ga Dechau. (涙がでちゃう。)" | 1:04 |
| 11. | "Aikawa Ayumu desu (相川歩です)" | 1:02 |
| 12. | "Asobi ni Ikou ze! Bayumu (遊びにいこ～ぜ!バユム)" | 0:44 |
| 13. | "Fuzaken na...... (ふざけんな……)" | 2:13 |
| 14. | "Daibousou Shichaimashita ne~ (大暴走しちゃいましたね～)" | 1:11 |
| 15. | "Nandaka Datsuryoku na BGM dana~ (何だか脱力なBGMだなぁ～)" | 1:06 |
| 16. | "Tsukiyo no Ban ni Nanika Okoru! (月夜の晩に何か起こる!)" | 1:11 |
| 17. | "Negai ga Kanaimasu you ni. (願いが叶いますように。)" | 1:08 |
| 18. | "Daisensei (大先生)" | 1:06 |
| 19. | "Yami no Chikara (闇の力)" | 1:10 |
| 20. | "Nande? (何で?)" | 1:12 |
| 21. | "Doushite? (どうして?)" | 1:04 |
| 22. | "Never Give Up! (ネバーギブアップ!)" | 0:56 |
| 23. | "Mou Title Omoitsukanai (もうタイトル思いつかない)" | 1:12 |
| 24. | "Madamada Tsudzukimasu you ni! (まだまだ続きますように!)" | 0:33 |
| 25. | "Sorya Masou desho! Rock'n Roll -KARAOKE MIX- (そりゃ魔装でしょ!Rock'nRoll -KARAOKE MIX-)" | 3:40 |
| 26. | "Kyuuketsu Venus -KARAOKE MIX- (吸血ヴィーナス -KARAOKE MIX-)" | 3:40 |
| 27. | "Kirakira Diamond -KARAOKE MIX- (キラキラダイアモンド -KARAOKE MIX-)" | 4:24 |
| 28. | "Sugao -KARAOKE MIX- (素顔 -KARAOKE MIX-)" | 3:38 |
| Tổng thời lượng: | Tổng thời lượng: | 1:08:12 |

Bộ anime thứ hai cũng có hai bài hát chủ đề, một mở đầu và một kết thúc. Bài hát mở đầu là bài ***Passionate do Nomizu Iori trình bày, đĩa đơn chứa bài hát này đã phát hành vào ngày 25 tháng 4 năm 2012 với hai phiên bản giới hạn và bình thường, phiên bản giới hạn có đính kèm một đĩa chứa các đoạn anime ngắn có tên Cajon's Saga. Bài hát kết thúc là bài Koi no Beginner Nan Desu (T_T) do Yamaguchi Rie trình bày, đĩa đơn chứa bài hát này đã phát hành vào ngày 25 tháng 4 năm 2012. Album chứa các bản nhạc dùng trong bộ anime đã phát hành vào ngày 04 tháng 7 năm 2012, album này có hai đĩa, đĩa đầu chứa cả các bản nhạc trong bộ đầu còn đĩa sau chứa các bản nhạc của bộ thứ hai.
| *** Passionato (*** パショナート) | *** Passionato (*** パショナート)                                 | *** Passionato (*** パショナート) |
| STT                               | Nhan đề                                                           | Thời lượng                        |
| --------------------------------- | ----------------------------------------------------------------- | --------------------------------- |
| 1.                                | "*** Passionato (*** パショナート)"                               | 4:46                              |
| 2.                                | "Signalize"                                                       | 3:43                              |
| 3.                                | "*** Passionato (without Iori) (*** パショナート (without Iori))" | 4:47                              |
| 4.                                | "Signalize (without Iori)"                                        | 3:41                              |
| Tổng thời lượng:                  | Tổng thời lượng:                                                  | 16:57                             |

| Koi no Beginner Nan Desu (T_T) (恋のビギナーなんです(T_T)) | Koi no Beginner Nan Desu (T_T) (恋のビギナーなんです(T_T))                                  | Koi no Beginner Nan Desu (T_T) (恋のビギナーなんです(T_T)) |
| STT                                                        | Nhan đề                                                                                     | Thời lượng                                                 |
| ---------------------------------------------------------- | ------------------------------------------------------------------------------------------- | ---------------------------------------------------------- |
| 1.                                                         | "Koi no Beginner Nan Desu (T_T) (恋のビギナーなんです(T_T))"                                | 4:19                                                       |
| 2.                                                         | "Zutto (ずっと)"                                                                            | 4:50                                                       |
| 3.                                                         | "Mata Ashita ne II (またあしたねII)"                                                        | 4:59                                                       |
| 4.                                                         | "Koi no Beginner Nan Desu (T_T) ~without vocal (恋のビギナーなんです(T_T) ～without vocal)" | 4:18                                                       |
| 5.                                                         | "Zutto ~without vocal (ずっと ～without vocal)"                                             | 4:50                                                       |
| 6.                                                         | "Mata Ashita ne II ~without vocal (またあしたねⅡ ～without vocal)"                          | 5:01                                                       |
| Tổng thời lượng:                                           | Tổng thời lượng:                                                                            | 28:17                                                      |

| TV Animation "Kore wa Zombie Desu ka? OF THE DEAD" Meccha Festival! Koushiki Guide CD ~ Tsumari Utamono Zenbu to Niki no BGM Iri Nimaigumi BEST (TVアニメーション「これはゾンビですか?オブ・ザ・デッド」めっちゃフェスティボー!公式ガイドCD ～つまり歌モノ全部と2期のBGM入り2枚組BEST) | TV Animation "Kore wa Zombie Desu ka? OF THE DEAD" Meccha Festival! Koushiki Guide CD ~ Tsumari Utamono Zenbu to Niki no BGM Iri Nimaigumi BEST (TVアニメーション「これはゾンビですか?オブ・ザ・デッド」めっちゃフェスティボー!公式ガイドCD ～つまり歌モノ全部と2期のBGM入り2枚組BEST) | TV Animation "Kore wa Zombie Desu ka? OF THE DEAD" Meccha Festival! Koushiki Guide CD ~ Tsumari Utamono Zenbu to Niki no BGM Iri Nimaigumi BEST (TVアニメーション「これはゾンビですか?オブ・ザ・デッド」めっちゃフェスティボー!公式ガイドCD ～つまり歌モノ全部と2期のBGM入り2枚組BEST) |
| STT | Nhan đề | Thời lượng |
| --- | --- | --- |
| 1. | "*** Passionato ~ TV-SIZE (*** パショナート ～TV-SIZE)" | 1:51 |
| 2. | "Meccha! LOVE! Imagination (めっちゃ!LOVE!イマジネーション)" | 5:08 |
| 3. | "Hi・to・ri・de Tonai Tonight (悲・ト・リ・デ 都内Tonight)" | 4:22 |
| 4. | "Ma・ka・se・te Tonight (魔・カ・セ・テ Tonight)" | 4:10 |
| 5. | "Suku Itai SOY2 (すくいたいSOY2)" | 4:11 |
| 6. | "Minna mo ii na (みんなもいいな)" | 4:48 |
| 7. | "Kirakira Diamond (キラキラダイアモンド)" | 4:23 |
| 8. | "Kidzuite Zombie-sama, Watashi wa Classmate desu (気づいてゾンビさま、私はクラスメイトです)" | 4:40 |
| 9. | "Sugao ~ Eu & Haruna Duet version (素顔 ～ユー&ハルナ Duet version)" | 4:34 |
| 10. | "Mata Ashita ne. (またあしたね。)" | 4:46 |
| 11. | "Kyuuketsu Venus ~ Sera version (吸血ヴィーナス ～セラversion)" | 3:41 |
| 12. | "Sorya Masou desho! Rock'n Roll (そりゃ魔装でしょ!Rock'nRoll)" | 3:41 |
| 13. | "Machibito LOVE SONG. (まちびとLOVE SONG.)" | 5:24 |
| 14. | "Koi no Beginner Nandesu (T_T) ~ TV-SIZE (恋のビギナーなんです(T_T) ～TV-SIZE)" | 1:59 |
| 15. | "Meccha Soundtrack Kouza 1 (めっちゃサントラ講座1)" | 3:14 |
| 16. | "M56B" | 1:46 |
| 17. | "M56A" | 1:46 |
| 18. | "Meccha Soundtrack Kouza 2 (めっちゃサントラ講座2)" | 5:46 |
| 19. | "M57" | 1:21 |
| 20. | "M61" | 1:14 |
| 21. | "M62" | 1:00 |
| 22. | "Meccha Soundtrack Kouza 3 (めっちゃサントラ講座3)" | 6:21 |
| 23. | "M65A" | 1:15 |
| 24. | "M65B" | 1:28 |
| 25. | "Meccha Soundtrack Kouza 4 (めっちゃサントラ講座4)" | 2:18 |
| 26. | "M59" | 0:37 |
| 27. | "M63" | 1:26 |
| 28. | "M66" | 1:19 |
| 29. | "Meccha Soundtrack Kouza 5 (めっちゃサントラ講座5)" | 4:19 |
| 30. | "M58" | 0:23 |
| 31. | "M59B" | 0:49 |
| 32. | "Meccha Soundtrack Kouza 6 (めっちゃサントラ講座6)" | 1:32 |
| 33. | "M64" | 0:54 |
| 34. | "M67" | 1:49 |
| 35. | "Meccha Soundtrack Kouza 7 (めっちゃサントラ講座7)" | 2:59 |
| 36. | "Ettou Soundtrack Kaikyou (M60) (越冬サントラ海峡 (M60))" | 3:38 |
| 37. | "M68" | 1:21 |
| Tổng thời lượng: | Tổng thời lượng: | 1:55:39 |

## Đón nhận
Kore wa Zombie Desu ka? đã được trao giải danh dự Grand Fantasia lần thứ 20 cho loạt tiểu thuyết dài của Fujimi Shobo. Loạt tiểu thuyết đã bán được 2,5 triệu bản tính đến tháng 11 năm 2011.